# Угарит
Угарит (модерно налазиште Рас Шамра رأس شمرة; што значи „врх дивљег аниса“ на арапском) био је древни лучки град, смештен на медитеранској обали данашње Сирије неколико километара северно од савременог града Латакије. Угарит је плаћао данак Египту и одржавао трговачке и дипломатске односе с Кипром, што је документовано у архивама пронађеним на налазишту и потврђено остацима микенске и кипарске грнчарије. Град је био на свом врхунцу од око 1450. п. н. е. до 1200. п. н. е.

## Историја
Држава Угарит простирала се на источној обали Средоземног мора, на Леванту. Њена територија није поуздано утврђена, али се вероватно простирала од Минет ел-Беида до Шуксија. У унутрашњост је могла досезати чак до реке Оронт.
Први познати владар Угарита био је Амиштамру I који је живео у време египатског фараона Аменофиса III (половина 14. века п. н. е.). О његовом наследнику, Никмаду II, зна се много више. Односи са Египтом били су пријатељски. Угарит је у време владавине овог краља погодио земљотрес који је уништио луку и пола града. Опоравак је, међутим, био брз. У време владавине Шупилулијуме, Угарит је био вазална хетитска држава. Захваљујући томе, Угарит се проширио ка југу на рачун територија неких хетитских непријатеља. Држава је била потпуно окружена Хетитским царством. Међутим, Хетитима је Угарит био кориснији као вазал који је плаћао висок данак. Данком се Угарит ослободио војне обавезе према хетитском цару.
Владавина Никмепина (1310—1260) једна је од најдужих и најбоље документованих угаритских владавина. На престо га је поставио хетитски краљ Муришилиш II. Никмепин је владао око 50 година. Током његове владавине Угарит губи контролу над Шијаном, вазалном угаритском државом коју преузимају Хетити. Последњи угаритски владар био је Амурапи. Амурапи је вероватно узурпирао краљевску власт користећи се кризом у коју је запало Хетитско царство (око 1200. године п. н. е.). Угарит трпи нападе гусара. Једна од гусарских група, Шикале, може се повезати са „народима са мора“. Само неколико година након напада Шикала, палата и лука Угарита лежале су у рушевинама.

## Уништење
Последњи краљ Угарита из бронзаног доба, Амурапи, (око 1215. до 1180. година п. н. е.) био је савременик Хетитског краља Супилулиума II. Тачни датуми његове владавине су непознати. Међутим, сачувано је краљево писмо у којем Амурапи наглашава озбиљност кризе с којима се суочавају многе блискоисточне државе од инвазије морских народа. Амурапи моли помоћ краља Алашије, наглашавајући очајну ситуацију с којом је Угарит суочен:
| „ | Мој оче, ево, дошли су непријатељски бродови (овде); (?) Моји градови су спаљени, и они су починили зверства у мојој земљи. Зар мој отац не зна да су све моје трупе и бојна кола (?) у земљи Хатита, а сви моји су бродови у земљи Лука?... Стога, земља је препуштена самој себи. Нека мој отац зна: да је седам непријатељских бродова који су дошли овде нанело много штете. | ” |

Нажалост по Угарит, помоћ није стигла, а град је спаљен до темеља крајем бронзаног доба.
Путем екскавације највиших нивоа градских рушевина, археолози могу да проучавају разне атрибуте угаритске цивилизације непосредно пре њиховог уништења, и да упоређују артефакте са онима из оближњих култура како би се утврдили датуми. Угарит је такође садржавао многа складишта таблица са клинастим записима, стварне библиотеке које су садржале богатство информација. Рушевине на нивоу разарања су садржале грнчарију из касно хеладског  периода, али не и касно хеладског  периода (погледајте микенски период). Стога је време деструкције Угарита важно при датирању касно хеладске IIIC фазе у копнене Грчке. Пошто је египатска сабља са именом фараона Мернептаха пронађена у деструкционим нивоима, година 1190. п. н. е. је узета за датум почетка касно хеладског  периода. Плочица са клинастим записом пронађена 1986. године показује да је Угарит био уништен након смрти Мернептака (1203. п. н. е.). Генерално постоји сагласност да је Угарит већ био уништен до осмогодишње владавине Рамзеса III (1178. п. н. е.). Недавно радиоугљенично датирање је показало да је време деструкције било између 1192. и 1190. п. н. е.
Води се расправа о томе да ли је Угарит био уништен пре или после Хатуше, главног града Хетитског царства. Уништењу је следило хетитско насељавање. Многе друге медитеранске културе биле су дубоко потресене управо у исто доба. Део немира је био узрокован инвазијом тајанствених народа са мора.

## Краљеви Угарита
| Владар      | Владавина | Напомена                   |
| ----------- | --------- | -------------------------- |
| Амитамру I  | 1350      |                            |
| Никмаду II  |           | Савременик Шупилулијуме I  |
| Архалба     |           |                            |
| Никмепа     |           | Споразум са Муришилишем II |
| Амитамру II |           | Савременик Бентисине       |
| Ибирану     |           |                            |
| Никмаду III |           |                            |
| Амурапи     | 1200      | Уништење Угарита           |

## Језик и књижевност

### Угаритски алфабет
Натписи у Угариту датирају настанак угаритског писма око 1400 година п. н. е.: 30 слова, свако за припадајући звук, била су урезана на глиненим плочицама. Иако изгледа као клинасто писмо, ово писмо није повезано са месопотамијским клинастим знаковима. Води се расправа о томе да је ли фенички или угаритски алфабет настао раније. Иако писма показују малу или никакву формалну сличност, стандардни ред слова (сачуван у латиници као A, B, C, D, итд.) показује велике сличности између сва писма, сугерирајући да феничко и угаритско писмо нису били у потпуности неозисни изуми.

### Угаритски језик
Угаритски језик је забележен у текстовима из 14. до 12. века п. н. е. Угаритски језик се обично класификује као северозападни семитски језик и стога сродан међу осталима хебрејском, арамејском и феничком. Његова граматичка својства су врло слична онима у класичном арапском и акадском. Поседовао је два рода (мушки и женски), три падежа за именице и придеве (номинатив, акузатив, и генитив); три броја (једнина, двојина и множина), а глаголске аспекте сличне онима у другим северозападним семитским језицима. Ред речи у угаритском језику је глагол-субјект-објект (VSO), поседовани-поседником (NG) (први елемент зависи од функције и други је увек у генитиву), и именица-придев (NA) (оба у истом падежу (тј. усклађени)).

### Угаритска књижевност
Осим краљевске кореспонденције са суседним монархијама из бронзаног доба, угаритска књижевност са плочица пронађених у градским библиотекама обухвата митолошке текстове написане као поетске приче, писма, правни документи, као што су преписи земљишта, неколико међународних уговора и низ административних листа. Фрагменти неколико песничких дела су идентификовани као „Легенда о Керету”, „Легенда о Данелу”, прича о Балу и други фрагменти.
Откриће угаритских архива 1929. године било је је од великог значаја за библијску науку, будући да су ове архиве по први пут пружиле подробан опис хананских верских уверења, у раздобљу непосредно пре израелског насељавања. Ови текстови показују значајне паралеле са библијском хебрејском књижевности, посебно у подручјима божанске слике и песничких фигура. Угаритска поезија има многе елементе касније пронађене у хебрејској поезији: паралелизми, метрички облици, и ритмови. Открића Угарита довела су до нових оцена хебрејске Библије као књижевног облика.